# ماريو باريتو كوريا ليما
ماريو باريتو كوريا ليما (بالبرتغالية: Mário Barreto Corrêa Lima‏) هو طبيب برازيلي، ولد في 7 سبتمبر 1935.